# Luigi Bernardi
Luigi Bernardi (Ozzano dell'Emilia, 11 gennaio 1953 – Bologna, 16 ottobre 2013) è stato uno scrittore, saggista, sceneggiatore e critico fumettistico italiano.

## Biografia
Ha vissuto a Bologna. Ha creato alcune case editrici di fumetti (L'Isola Trovata, Glénat Italia, Granata Press) e diretto riviste di settore (Orient Express, Lupo Alberto, Mangazine, Nova Express). Nel 1986 è direttore responsabile della collana "i quaderni del fumetto italiano" opera creata insieme a Paolo Ferriani ed edita dalla "Paolo Ferriani editore", collana che svilupperà la storia dei più importanti personaggi del fumetto italiano e che si confermerà come una tra le più importanti di tutto il settore editoriale fumettistico italiano contemporaneo. 
All'inizio degli anni novanta, ha iniziato a esplorare il noir italiano e internazionale. Ha proposto autori destinati al successo in Italia come all'estero (fra gli altri, Cesare Battisti, Giuseppe Ferrandino, Marcello Fois, Stefano Massaron, Carlo Lucarelli, Alda Teodorani, Nicoletta Vallorani) nonché fatto tradurre romanzi di Didier Daeninckx, Paco Ignacio Taibo II, Léo Malet, Jean-Patrick Manchette. 
Il suo lavoro di editor di fumetti e narrativa è riassunto in Granata Press, sulle tracce di una casa editrice, a cura di Lucia Babina (Mobydick, 2000).
Chiusa nel 1996 Granata Press, si è dedicato alla scrittura narrativa. A partire dal 1998 ha lavorato al progetto e alla direzione di due collane (Euronoir per Hobby & Work e Vox per DeriveApprodi) destinate a rivelare autori come Maurice G. Dantec, Giampaolo Simi, Paolo Nori, Emidio Clementi e Piergiorgio Di Cara. Nel 2000 è stato chiamato a elaborare il progetto della serie Noir di Einaudi Stile Libero, diretto fino ai primi del 2005.
Nel 2007 ha ideato il marchio editoriale Perdisa Pop , in merito al quale ha dichiarato: "Perdisa Pop, insieme a Granata Press, è stata la casa editrice che ho sentito più mia" . Anche questo marchio ha pubblicato autori destinati al successo come Barbara Baraldi, Rosario Palazzolo, Marilù Oliva, Patrick Fogli, Massimo Maugeri, Matteo Righetto, Alessandro Berselli. Nel 2011 ha lasciato la direzione editoriale del marchio ad Antonio Paolacci, per dedicarsi interamente alla scrittura e dunque abbandonando definitivamente il lavoro di editore e curatore.
Dal 1999 al 2003 ha curato le due edizioni (2000 e 2001) del Libro dei crimini per Adnkronos libri. Il suo studio del crimine si è diretto sia alle grandi organizzazioni che ai delitti familiari. A questi argomenti ha dedicato diversi saggi, poi una nuova linea narrativa personale del genere noir, con la "trilogia criminale" Atlante freddo (Zona, 2006 - ripubblicato postumo da Rizzoli nel 2020); i romanzi Senza luce (Perdisa Pop, 2008) e Crepe (Il Maestrale, 2013) e la raccolta di racconti Niente da capire (Perdisa Pop, 2011),  ispirata dalle teorie sulla letteratura di Friedrich Dürrenmatt.
Ha realizzato laboratori di scrittura: alcuni dei lavori scaturiti da questi laboratori sono stati pubblicati in Altre scomparse di Patò (Edizioni della Battaglia, 2003), Amore e altre passioni (Zona, 2005), Qualche sera d'inverno a Maranello (Zona, 2005).
Nel 2012, dopo la diagnosi della malattia che lo uccise il 16 ottobre del 2013, iniziò il suo ultimo libro, da lui intitolato Parlami di settembre, pubblicato postumo nel 2018 con il titolo L’intruso (DeA Planeta).

## Opere

### Narrativa
- Erano angeli, Fernandel (1998)
- La foresta dei coccodrilli, Castelvecchi (1998)
- Complicità, Mobydick (1999)
- Andreina la topina, Edizione E/L (2001)
- Macchie di rosso. Bologna avanti e oltre il delitto Alinovi, Zona (2002)
- Il male stanco. Alcuni omicidi quotidiani e quello che ci dicono, Zona (2003)
- Vittima facile. Una storia criminale, Zona (2003)
- Rosa piccola. Una storia criminale, Zona (2004)
- Tutta quell'acqua, Dario Flaccovio (2004)
- Musica finita. Una storia criminale, Zona (2005)
- Atlante freddo. Trilogia criminale, Zona (2006), ristampa Rizzoli, 2020
- Gaijin!, con disegni di Onofrio Catacchio, Black Velvet (2006)
- La foresta dei coccodrilli, nuova edizione, Alberto Perdisa editore, (2007)
- Senza luce, Perdisa Pop (2008)
- Fuoco sui miei passi, SenzaPatria (2010)
- Niente da capire, Perdisa Pop (2011)
- Maddalena e le apocalissi, SenzaPatria (2011)
- Crepe, Il Maestrale (2013)
- L'Intruso, DeaPlaneta (2018)

### Ebook
- Babooshka, Perdisa Pop (2013)
- Avvoltoi, Doppiozero (2013)

### Fumetti
- Fantomax - Non temerai altro male, disegni Onofrio Catacchio, Fandango/Coconino Press (2011)
- Carriera criminale di Clelia C., disegni Grazia Lobaccaro, Black Velvet (2011)
- Quaderno di disciplina, disegni di Otto Gabos, Tunué, 2017

### Saggistica
- I quaderni del fumetto italiano, Paolo Ferriani Editore (1986–2005)
- Destinazione utopia. Corto Maltese / Ken Parker / Mister No (con Luca Boschi e Graziano Frediani), Elèuthera (1988)
- Il libro dei crimini, edizione 2000, Adnkronos libri (2000)
- A sangue caldo, criminalità, mass media e politica in Italia, DeriveApprodi (2001)
- Il libro dei crimini, edizione 2001, Adnkronos libri (2001)
- Macchie di rosso, Bologna avanti e oltre il delitto Alinovi, Zona (2002)
- Pallottole vaganti, 101 omicidi italiani, DeriveApprodi (2002)
- Il male stanco, alcuni omicidi quotidiani e quello che ci dicono, Zona (2003)

### Racconti presenti in antologie
- Un oceano di mezzo, Stampa Alternativa (1999)
- In fondo al nero, Mondadori (2003)
- Le orme della città, Mondadori (2005)
- Le ombre della città, Perdisa (2007)

### Traduzioni
- Binario morto, di J-B. Nacray (Hobby & Work)
- Cercatori d'oro, di Thierry Jonquet (Hobby & Work)
- La sirena rossa, di Maurice G. Dantec (Hobby & Work)
- Le radici del male, di Maurice G. Dantec (con Sabina Macchiavelli, Hobby & Work)
- Babylon Babies, di Maurice G. Dantec (con Lucia Babina e Giulia Morelli, Hobby & Work)
- Cercando Sam, di Patrick Raynal (Einaudi)
- Fantômas, di Marcel Allain e Pierre Souvestre (con Francesca Rimondi, Mondadori)
- Piccolo blues, di Jean-Patrick Manchette (Einaudi)
- Un mucchio di cadaveri, di Jean-Patrick Manchette (Einaudi)
- Piovono morti, di Jean-Patrick Manchette (Einaudi)
- Pazza da uccidere, Jean-Patrick Manchette (Einaudi)
- Il gioco di Boris, Serge Joncour (Fazi)
- Il caso N'Gustro, Jean-Patrick Manchette (Einaudi)